# ジョアンナ・ペティット
ジョアンナ・ペティット（Joanna Pettet、1942年11月16日 - ）は、イギリスの映画女優。初期にはジョアンナ・プティットとも記される。

## 略歴
ロンドンに生まれる。父はイギリス空軍のパイロットで1942年に戦死。再婚した母親とともに幼少期にカナダに移住する。ニューヨークのネイバーフッド・プレイハウスやリンカーン・センターにおいて演技を学び、ブロードウェイにデビュー。シドニー・ルメットに見出され、映画「グループ」（1966年）に出演、キャンディス・バーゲン、シャーリー・ナイトらとの共演により注目される。個性的な美貌とハスキーな声で人気女優となり、「将軍たちの夜」、「007 カジノ・ロワイヤル 」、「大列車強盗団 」（いずれも1967年）等に次々と出演する。しかし1970年代以降、映画への登場は少なくなり、テレビドラマに活躍の舞台を移した。

## プライベート
アメリカの俳優アレックス・コードと1968年に結婚、一男を得たが1989年に離婚。女優シャロン・テートと親しく、1969年8月、彼女がチャールズ・マンソンのグループに殺害される直前に彼女の邸宅を訪問していた。

## 主な出演作品
- グループ The Group  (1966)
- 将軍たちの夜 The Night of the Generals  (1967)
- 007 カジノ・ロワイヤル Casino Royale  (1967)
- 大列車強盗団 Robbery  (1967)
- 血と怒りの河 Blue   (1968)
- 狼の館 The Best House in London   (1969)
- 荒野のあした Pioneer Woman テレビムービー(1973)
- 大洪水・脱出パニック死の谷 A Cry in the Wilderness テレビムービー(1974)
- 二重露出／死のシャッター Double Exposure (1982) 日本劇場未公開・ビデオ発売
- ナイトライダー Knight Rider／シーズン2 第19話「殺人ミサイル壊滅作戦」テレビシリーズ ゲスト(1984)